# Endinet
Endinet was een Nederlandse netbeheerder die gas (hoofdzakelijk), elektriciteit en aanvullende diensten leverde. In 2009 behaalde Endinet een omzet van 115 miljoen euro. Op 31 december 2015 had het bedrijf 106.619 elektriciteits-, 394.418 gasaansluitingen en 241 personeelsleden. Endinet is per 1 januari 2017 volledig opgegaan in ENEXIS.

## Geschiedenis

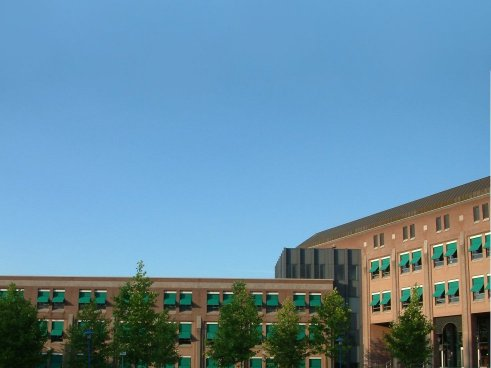
Hoofdkantoor NRE in Eindhoven

Endinet heette vroeger Nutsbedrijven Regio Eindhoven (NRE). De aandeelhouders waren twaalf gemeenten in Zuid Oost Brabant, waarvan de gemeente Eindhoven de grootste is.
Het vroegere NRE is in september 2005 in twee delen gesplitst, die samen de NRE Groep vormen:
- NRE Energie (en het installatiebedrijf NRE Q-ENERGY);
- NRE Netwerk (incl. NRE Meetbedrijf, NRE InfraBedrijfsvoering en NRE InfraOntwikkeling).

In 2005 worden NRE Energie en NRE Q-ENERGY verkocht aan E.ON Benelux, dat sinds 16 maart 2007 verdergaat onder de naam E.ON Benelux. De NRE Groep bestaat sindsdien alleen nog uit het netwerkgedeelte.
Later dat jaar werd een 49% belang in NRE Groep verkocht aan het Australische Macquarie European Infrastructure Fund. Dit is van korte duur. In september 2008 kopen de aandeelhouders van NRE het belang van Macquarie European Infrastructure Fund alweer terug, in navolging van veranderende wetgeving die niet langer private belangen in energienetten toestaat. Deze affaire is een financiële strop voor de betreffende gemeentes.
Op 23 maart 2007 werd bekend dat NRE Groep de gasdistributienetten van ObN-NetH Groep (Obragas Net en Netbeheer Haarlemmermeer van RWE Energy Nederland) zal overnemen. De transactiewaarde bedraagt zo'n 400 miljoen euro. Na de fusie van de NRE Groep en ObN-NetH Groep is de naam veranderd in Endinet.

## Overname door Alliander
In juli 2010 werd Endinet overgenomen door netbeheerder Alliander. Het Brabantse deel van Endinet blijft voor minstens vijf jaar als aparte netbeheerder binnen Alliander bestaan. De totale overnamesom bedroeg 101 miljoen euro.

## Uitruil ENEXIS en Alliander
Op 27 juli 2015 tekenen ENEXIS en Alliander een overeenkomst waarbij beide bedrijven delen van elkaars netwerken uitruilen. Per 1 januari 2016 is Endinet onderdeel van ENEXIS, de Noordoostpolder en Friesland worden per deze datum onderdeel van Alliander. De uitruil is gebaseerd op het rapport commissie Kist en speelt in op de wensen van de overheid om netbeheerders langs provinciale en/of logische grenzen te scheiden. Omdat Alliander meer aansluiting verkocht dan ENEXIS, betaalde ENEXIS per saldo 365 miljoen euro aan Alliander. Endinet is per 1 januari 2017 volledig opgegaan in ENEXIS en hield op te bestaan als zelfstandige netbeheerder.